# Castellbó
Castellbò es un núcleo de población del municipio de Montferrer y Castellbó (Alto Urgel) situado en el valle del mismo nombre. Es la cabeza de la entidad municipal descentralizada de la villa y valle de Castellbó. En 1970 fue anexado al municipio de Aravell, creando el término municipal de Montferrer y Castellbó.

## Situación
La villa de Castellbò, que en 1991 tenía 89 habitantes, se encuentra en un desfiladero, a 802 m de altitud, entre el serrado de la Borda (1150 m) y los estribos de Roca Redona. Es un lugar de paso obligado de los antiguos caminos que unian la Seo de Urgel con el Pallars Sobirá. Castellbó se encuentra en un replano del monte donde están las ruinas del antiguo castillo de Castellbò, que fue derruido por orden de Fernando el Católico en 1513, aunque la capilla de San Pedro y San Francisco del castillo se derrocó siglos más tarde.
Para llegar a esta población hay que tomar la carretera que enlaza la N-260 con la estación de esquí de San Juan del Páramo. Castellbò se encuentra a nueve  kilómetros de la N-260.

## Historia

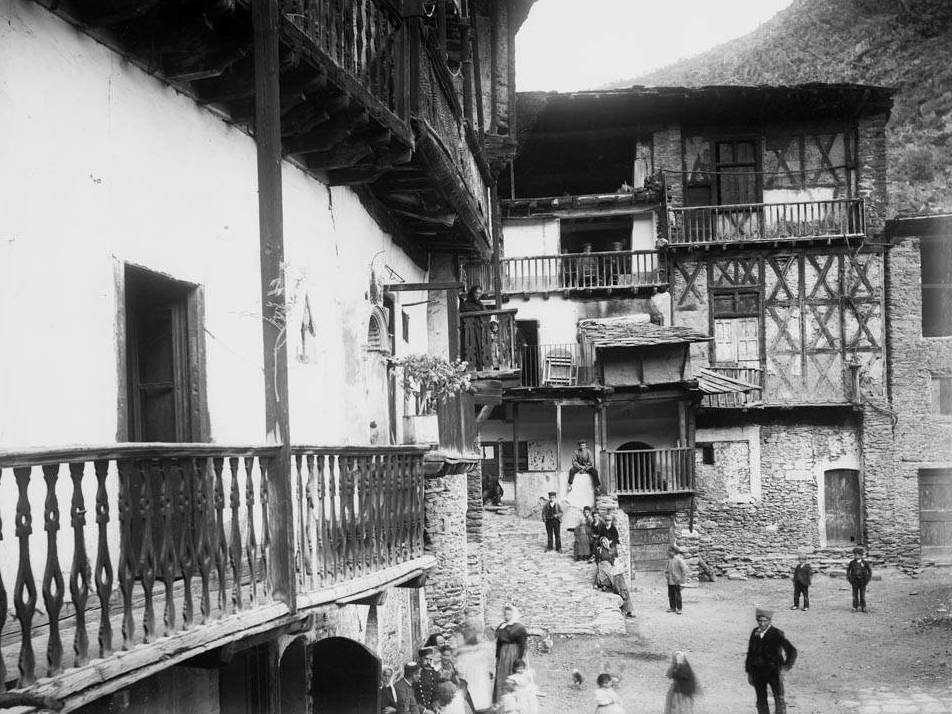
Plaza de Castellbó en el año 1895

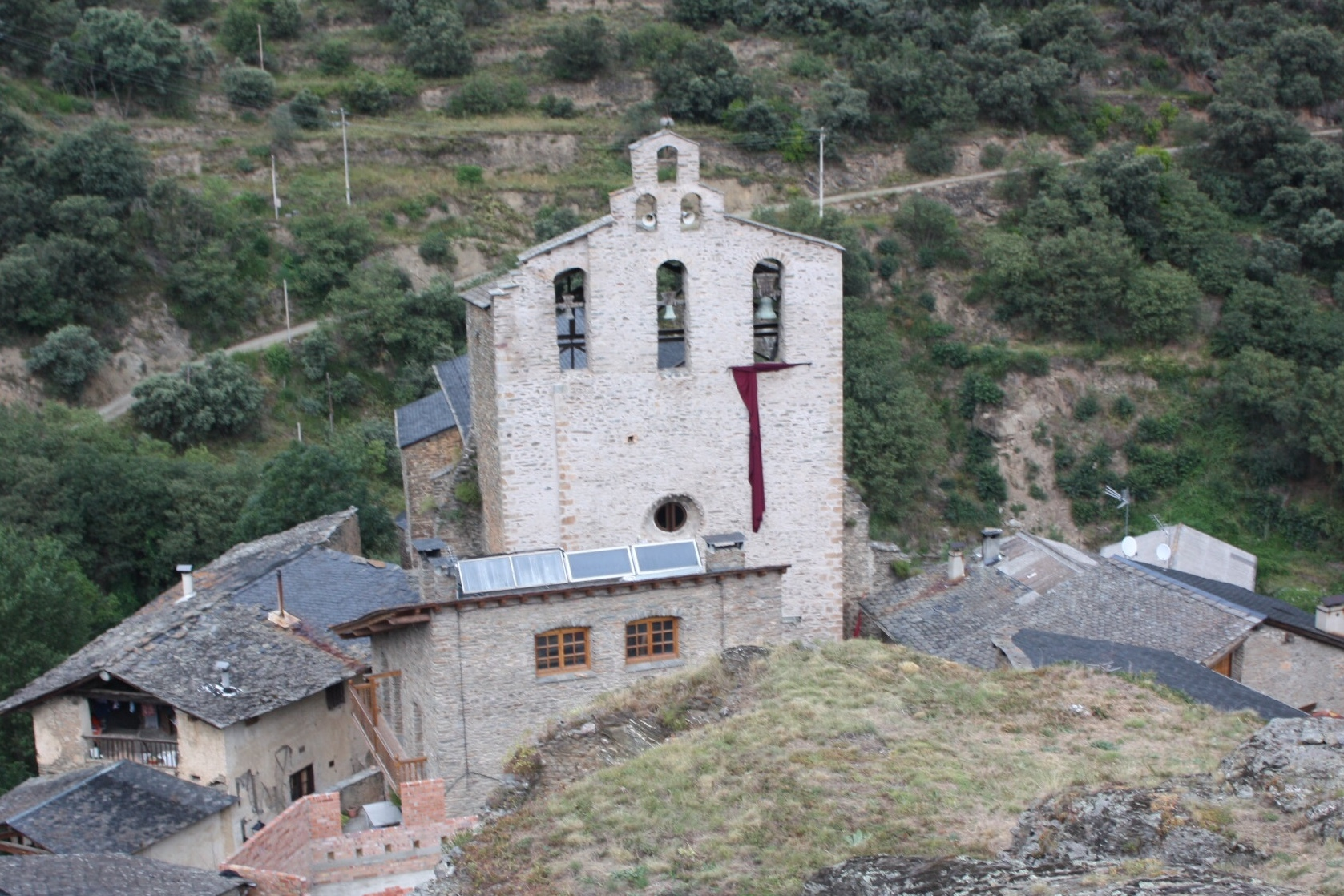
Iglesia de Santa María

La población fue el centro del Vizcondado de Castellbó y era un cuarto que comprendía, además de la villa y del valle de su nombre, los valles de Aguilar y de Pallerols, los lugares de Taus, Castells, Castellàs, Biscarbo, Malvei, Guils del Canto, Vilarubla, Solans, Gramos, el honor de Conorbau y las salvaguardas de Adrall y de la parroquia de Hortó.
El antiguo término municipal de Castellbò, de unos 105,99 km², comprendía el sector central y septentrional del término actual, es decir, todo el valle de Castellbò, aunque por el sector norte se abocaba a la Ribera o valle del Romadriu, mientras que Avellanet, uno de los núcleos del término, pertenecía geográficamente al valle de Pallerols.
Explica el Spilldel de 1519, que la villa estaba amurallada y que tenía dos torres, la del Serrat y la de Malbec. Hoy se conserva una torre de la muralla con  ángulos redondeados, desmochada, y también algún fragmento de los antiguos muros. Las calles de la población son estrechas y tortuosas, y desembocan en la plazoleta presidida por la gran iglesia colegiada. La villa conserva muchas casas de los siglos XV y XVI, algunas con las típicas paredes o tabiques de yeso y losas, reforzados por vigas de madera en forma de aspa con balcones de galería y barandillas de madera.

## Geografía humana

### Demografía
| Gráfica de evolución demográfica de Castellbó entre 1842 y 1910 |
| |
| Población de derecho según los censos de población del INE Población de hecho según los censos de población del INEEntre el censo de 1920 y el anterior, este municipio desaparece porque se agrupa en el municipio 25595 (Villa y Valle de Castellbó) |

| Gráfica de evolución demográfica de Valle de Castellbó entre 1842 y 1910 |
| |
| Población de derecho según los censos de población del INE Población de hecho según los censos de población del INEEn este censo se denominaba Vall de Castellbó: 1842 Entre el censo de 1920 y el anterior, este municipio desaparece porque se agrupa en el municipio 25595 (Villa y Valle de Castellbó) |

| Gráfica de evolución demográfica de Villa y Valle de Castellbó entre 1920 y 1960 |
| |
| Población de derecho según los censos de población del INE Población de hecho según los censos de población del INEEntre el censo de 1920 y el anterior, aparece este municipio porque se fusionan los municipios 25527 (Castellbó) y 25590 (Valle de Castellbó) Entre el censo de 1970 y el anterior, este municipio desaparece porque se integra en el municipio 25140 (Montferrer Castellbó) |

## Edificios de interés
Destaca la colegiata de Santa María de Castellbò, la Virgen del Remedio de Castellbò, la Cruz de Palo de Castellbò, los palomares, el castillo y el puente.

### Puente de Castellbó

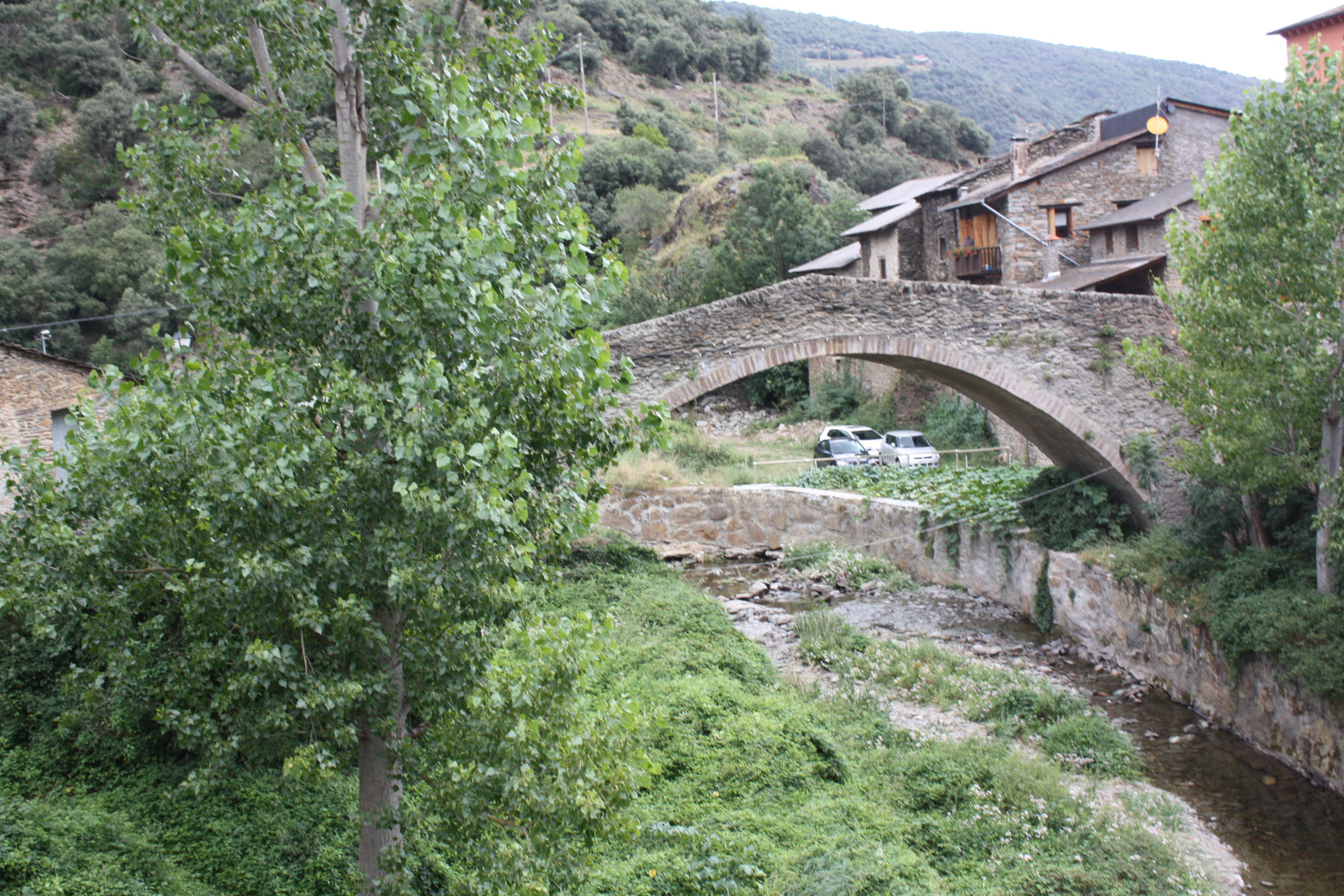
El puente

El puente une el núcleo central de la villa con el arrabal situado a la otra orilla del río, más al sur. Construido sobre el río de Castellbó, afluente del río Segre, tiene un arco muy grande de piedra y reforzado con cemento. Está declarado como Bien Cultural de Interés Local.
Es mencionado en la Respuesta de los Valles de Castellbò al cuestionario de Zamora, de 1788, según los términos siguientes: "Ay [...] un puente de un arco, largo 22 varas 6 palmos, ancho 1 vara 7 palmos, alto 7 varas y miedo él pasa lo ando real. No está bien conservado, no se sabe su antigüedad ni el Arquitecto que le hizo ni quien mandó hacerle."

## Acontecimientos
El Mercado Cátaro de Castellbò es un mercado anual de tipo medieval que se organiza cada año al pueblo. El mercado recuerda el pasado cátaro de la población, sede del Vizcondado de Castellbó. Hay una veintena de paradas, se puede ver el Fuego Inquisitorial a cargo del Grupo de Diablos del Alto Urgel.